# Iron megye (Utah)
Iron megye az Amerikai Egyesült Államokban, azon belül Utah államban található. Megyeszékhelye Parowan, legnagyobb városa Cedar City. Lakosainak száma 57 289 fő (2020. április 1.). Iron megye Washington, Kane, Garfield, Beaver és Lincoln megyékkel határos.

## Népesség
A megye népességének változása:
| Lakosok száma | 46 266 | 46 665 | 46 773 | 46 780 | 48 368 | 57 289 |
|               | 2010   | 2011   | 2012   | 2013   | 2015   | 2020   |